# Copenhagen International Documentary Festival
CPH:DOX eller Copenhagen International Documentary Film Festival er en international dokumentarfilmfestival, der afholdes årligt i København. Den blev grundlagt i 2002 (første udgave afholdtes året efter) af Kim Foss og Andreas Steinmann på vegne af Natsværmerfonden – den fond, der også stod bag Natfilm Festivalen (1990-2008). Det er Danmarks største filmfestival og Nordeuropas største festival for dokumentarfilm.

## Historie
Efter den første, succesfulde udgave i 2003 fortsatte CPH:DOX med at vokse. Frem til 2008 blev festivalen drevet i regi af Natsværmerfonden og produceret af Natfilm Festivalen v. Andreas Steinmann og (indtil 2006) Kim Foss, mens festivalens senere direktør Tine Fischer som programchef var festivalens kunstneriske leder og ansigt udadtil. I 2008 blev CPH:DOX sammen med børnefilmfestivalen BUSTER og den nyetablerede fiktionsfilmfestival CPH PIX samlet under Fonden De Københavnske Filmfestivaler, som stadig driver BUSTER og CPH:DOX. Under Tine Fischers ledelse voksede CPH:DOX fortsat og modtog bl.a. en særpris ved Bodilprisuddelingen i 2014 for sin hurtige og innovative udvikling. 
I dag er CPH:DOX den største dokumentarfilmfestival i Nordeuropa og en af verdens vigtigste dokumentarfilmfestivaler overhovedet med et besøgstal på mere end 150.000 gæster i 2025.. I dag ledes festivalen af administrerende direktør Katrine Kiilgaard og kunstnerisk direktør Niklas Engstrøm, der siden 2021 har fokuseret kraftigt på at brede festivalen ud til hele Danmark gennem initiativet DOX:DANMARK, der består af en lang række lokale udgaver af festivalen i kommuner landet over. Den første pilotudgave af DOX:DANMARK bragte i 2021 festivalen ud til 9 kommuner udenfor København. Siden voksede det til 21 kommuner i 2022, 29 kommuner i 2023, 42 kommuner i 2024, og hele 54 kommuner i 2025 - altså arrangeres der nu lokale udgaver af CPH:DOX i over halvdelen af landets 98 kommuner, og festivalen er dermed ikke blot en af landets allerstørste målt på publikumstal, men også en af de kulturbegivenheder i Danmark, der når ud til det allerbredeste publikum geografisk set.
CPH:DOX inviterer hvert år en eller flere anerkendte kunstnere og filmskabere til at tilrettelægge et eksklusivt filmprogram og har præsenteret programmer af blandt andre Ai Weiwei, Olafur Eliasson, Laura Poitras, Naomi Klein & Avi Lewis, The Yes Men, Douglas Gordon, Nan Goldin, Harmony Korine og Animal Collective.

## Sideløbende aktiviteter
Parallelt med selve festivalen rummer CPH:DOX en række branche-initiativer. CPH:FORUM med det tilhørende CPH:MARKET for indkøbere og distributører er et finansierings- og co-productionsforum såvel som et samlingspunkt for den danske og internationale filmbranche, og afholdes over tre dage under festivalen. I 2011 lancerede festivalen projektet ART:FILM med henblik på at støtte udviklingen og den faktiske produktion af film skabt af professionelle billedkunstnere.
Talentudviklingsprogrammet CPH:LAB (tidligere DOX:LAB) blev etableret i 2009, og hvert år bringer det omkring 20 internationale filmskabere sammen i par for at lave et filmprojekt i fællesskab. En række af de over 40 film, som CPH:LAB har kommissioneret siden 2009, har været vist på internationale filmfestivaler i Venedig, Berlin, Toronto, Locarno og Rotterdam med flere.
Filmfestivalen organiserer desuden en lang række artist talks, masterclasses, workshops, seminarer og paneldiskussioner.
CPH:DOX annoncerede i november 2015, at festivalen ville skifte datoer fra november til marts, og siden 2017 er CPH:DOX derfor blevet afholdt i marts måned.

## Priser
CPH:DOX uddeler hvert år priser (awards) indenfor seks faste konkurrenceprogrammer:
- CPH:DOX Award: Årets største, internationale dokumentarfilmoplevelser.
- NEW:VISION AWARD: Nyskabende og genrebrydende kunstfilm.
- NORDIC:DOX AWARD: Årets bedste nordiske dokumentarfilm.
- F:ACT AWARD: Film i feltet mellem undersøgende journalistik og dokumentarisme.
- Politikens Publikumspris: Politikens læsere stemmer på deres favoritfilm – og publikumsfavoritten vinder prisen.
- Doc Alliance Award: Syv dokumentarfilm præsenteret som del af et samarbejde mellem syv europæiske dokumentarfilmfestivaler.

## Prisvindere
(Award-vinderne er fremhævet i gult)

### 2003 CPH:DOX
| Award                         | Film                                          | Director                            |
| ----------------------------- | --------------------------------------------- | ----------------------------------- |
| CPH:DOX Award                 | The Damned and the Sacred (Dans, Grozny dans) | Jos de Putter                       |
| CPH:DOX Award Special Mention | Screaming men (Huutajat – Screaming men)      | Mika Ronkainen                      |
| Amnesty Award                 | Bus 174 (Ônibus 174)                          | José Padilha                        |
| Amnesty Award Special Mention | Cuban Rafters (Balseros)                      | Carlos Bosch & Josep Maria Domènech |

### 2004 CPH:DOX
| Award                            | Film                                                                    | Director                       |
| -------------------------------- | ----------------------------------------------------------------------- | ------------------------------ |
| CPH:DOX Award                    | Darwin's Nightmare The 3 Rooms of Melancholia (Melancholian 3 huonetta) | Hubert Sauper Pirjo Honkasalo  |
| Amnesty Award                    | Justice (Justiça)                                                       | Maria Ramos                    |
| Amnesty Award Special Mention    | Disbelief (Nedoverie)                                                   | Andrei Nekrasov                |
| New Vision Award                 | I Love You All (Aus Liebe zum Volk)                                     | Audrey Maurion & Eyal Sivan    |
| New Vision Award Special Mention | Max by Chance (Rejsen på ophavet) Gunnar Goes Comfortable               | Max Kestner Gunnar Hall Jensen |

### 2005 CPH:DOX
| Award                            | Film                                                      | Director                        |
| -------------------------------- | --------------------------------------------------------- | ------------------------------- |
| CPH:DOX Award                    | Workingman's Death The White Diamond                      | Michael Glawogger Werner Herzog |
| CPH:DOX Award Special Mention    | Odessa... Odessa!                                         | Michale Boganim                 |
| Amnesty Award                    | Viva Zapatero!                                            | Sabina Guzzanti                 |
| Amnesty Award Special Mention    | Shake Hands with the Devil: The Journey of Roméo Dallaire | Peter Raymont                   |
| New Vision Award                 | Trains of Winnipeg: 14 Film Poems                         | Clive Holden                    |
| New Vision Award Special Mention | Cultural Quarter                                          | Mike Stubbs                     |

### 2006 CPH:DOX
| Award                         | Film                                                                                                   | Director                                                             |
| ----------------------------- | --- | -------------------------------------------------------------------- |
| CPH:DOX Award                 | Black Sun                                                                                              | Gary Tarn                                                            |
| CPH:DOX Award Special Mention | The Monastery: Mr. Vig and the Nun                                                                     | Pernille Rose Grønkjær                                               |
| Amnesty Award                 | The Prize of the Pole                                                                                  | Staffan Julén                                                        |
| Amnesty Award Special Mention | Voices of Bam (Stemmen van Bam) Maquilapolis – City of Factories (Maquilápolis)                        | Maasja Ooms & Aliona van der Horst Vicky Funari & Sergio de la Torre |
| New Vision Award (short)      | Eine Million Kredit ist normal sagt mein Grossvater                                                    | Gabriele Mathes                                                      |
| New Vision Award (long)       | Zidane: A 21st Century Portrait (Zidane, un portrait du 21e siècle) Tarachime birth/mother (Tarachime) | Douglas Gordon & Philippe Parreno Naomi Kawase                       |
| Sound & Vision Award          | Dave Chappelle's Block Party                                                                           | Michel Gondry                                                        |

### 2007 CPH:DOX
| Award                                | Film                             | Director                    |
| ------------------------------------ | -------------------------------- | --------------------------- |
| CPH:DOX Award                        | Santa Fe Street (Calle Santa Fe) | Carmen Castillo             |
| CPH:DOX Award Special Mention        | Vesterbro                        | Michael Noer                |
| Amnesty Award                        | No End in Sight                  | Charles Ferguson            |
| Amnesty Award Special Mention        | The Not Dead Umbrella (San)      | Brian Hill Du Haibin        |
| New Vision Award (short)             | France 2007                      | Gee-Jung Jun                |
| New Vision Award (long)              | Dust (Staub) A Crime Against Art | Hartmut Bitomsky Hila Peleg |
| Sound & Vision Award                 | Joy Division                     | Grant Gee                   |
| Sound & Vision Award Special Mention | Pilgrimage from Scattered Points | Luke Fowler                 |

### 2008 CPH:DOX
| Award                                | Film                           | Director                                                               |
| ------------------------------------ | ------------------------------ | ---------------------------------------------------------------------- |
| CPH:DOX Award                        | Burma VJ                       | Anders Østergaard                                                      |
| CPH:DOX Award Special Mention        | Maggie in Wonderland           | Mark Hammersberg, Ester Martin Bergsmark and Beatrice Maggie Andersson |
| Amnesty Award                        | Burma VJ                       | Anders Østergaard                                                      |
| Amnesty Award Special Mention        | Dynamiters, Assassins, Fiends. | Joseph Bullman                                                         |
| New Vision Award                     | The Feature                    | Michel Auder, Andrew Neel                                              |
| New Vision Award Special Mention     | Morakot                        | Apichatpong Weerasethakul                                              |
| Sound & Vision Award                 | Anvil! The Story of Anvil      | Sacha Gervasi                                                          |
| Sound & Vision Award Special Mention | Gogol Bordello Non-Stop        | Margarita Jimeno                                                       |

### 2009 CPH:DOX
| Award                                | Film                                    | Director                          |
| ------------------------------------ | --------------------------------------- | --------------------------------- |
| DOX Award                            | Trash Humpers                           | Harmony Korine                    |
| DOX Award Special Mention            | Mr. Governor                            | Måns Månsson                      |
| Amnesty Award                        | Presumed Guilty                         | Geoffrey Smith, Roberto Hernández |
| Amnesty Award Special Mention        | Defamation                              | Yoav Shamir                       |
| New Vision Award                     | delt mellem O'er The Land og Trypps 1-6 | Deborah Stratment / Ben Russell   |
| Sound & Vision Award                 | La Faute Des Fleurs                     | Vincent Moon                      |
| Sound & Vision Award Special Mention | The Delian Mode                         | Kara Blake                        |

### 2010 CPH:DOX
| Award                                | Film                                                    | Director                          |
| ------------------------------------ | ------------------------------------------------------- | --------------------------------- |
| DOX Award                            | Le Quattro Volte                                        | Michelangelo Frammartino          |
| DOX Award Special Mention            | The Autobiography of Nicolae Cweaucescu                 | Andrei Ujica                      |
| DANISH:DOX Award                     | delt mellem The Naked of St. Petersburg og Empire North | Ada Bligaard Søby / Jakob Boeskov |
| DANISH:DOX Award Special Mention     | Fini                                                    | Jacob Schulsinger                 |
| Amnesty Award                        | Pink Saris                                              | Kim Longinotto                    |
| New Vision Award                     | In Free Fall                                            | Hito Steyerl                      |
| New Vision Award Special Mention     | Out                                                     | Roee Rosen                        |
| Sound & Vision Award                 | Separado                                                | Dylan Goch, Gruff Rhys            |
| Sound & Vision Award Special Mention | Backyard                                                | Árni Sveinsson                    |
| SHORT:DOX Award                      | Irma                                                    | Charles Fairbanks                 |
| Politikens Publikumspris             | Lost Inside a Dream: The Story of Dizzy Mizz Lizzy      | Theis Molin                       |

### 2011 CPH:DOX
| Award                    | Film                                                            | Director                                                             |
| ------------------------ | --------------------------------------------------------------- | -------------------------------------------------------------------- |
| CPH:DOX Award            | Two Years at Sea                                                | Skabelon:Lande data GB Ben Rivers                                    |
| New Vision Award         | It May Be That Beauty Has Strengthen Our Resolve - Masao Adachi | Philippe Grandrieux                                                  |
| Amnesty Award            | Crulic - The Path Beyond                                        | Anca Damian                                                          |
| Nordic Dox Award         | Imagining Emmanuel                                              | Thomas Østbye                                                        |
| Sound & Vision Award     | Grandma Lo-fi: The Basement Tapes of Sigrídur Nielsdóttir       | Kristín Björk Kristjánsdóttir, Orri Jónsson & Ingibjörg Birgisdóttir |
| Politiken Audience Award | Pina                                                            | Wim Wenders                                                          |

### 2012 CPH:DOX
| Award                    | Film                | Director                                |
| ------------------------ | ------------------- | --------------------------------------- |
| CPH:DOX Award            | The Act of Killing  | Joshua Oppenheimer                      |
| New Vision Award         | Leviathan           | Lucien Castaing-Taylor & Véréna Paravel |
| Nordic Dox Award         | Searching For Bill  | Jonas Poher Rasmussen                   |
| Amnesty Award            | Tomorrow            | Andrey Gryazev                          |
| Sound & Vision Award     | Beware of mr. Baker | Jay Bulger                              |
| Politiken Audience Award | A Normal Life       | Mikala Krogh                            |

### 2013 CPH:DOX
| Award                            | Film                             | Director                              |
| -------------------------------- | -------------------------------- | ------------------------------------- |
| CPH:DOX Award                    | Bloody Beans                     | Narimane Mari                         |
| New Vision Award                 | A Spell To Ward Off the Darkness | Ben Rivers & Ben Russell              |
| New Vision Award Special Mention | Alexander                        | Wilhelm Sasnal & Anka Sasnal          |
| Nordic Dox Award                 | After You                        | Marius Dybwad Brandrud                |
| F:ACT Award                      | Dirty Wars                       | Skabelon:Lande data GB Richard Rowley |
| Politiken Audience Award         | Everyday Rebellion               | Arash & Arman Riahi                   |

### 2014 CPH:DOX
| Award                         | Film                             | Director                      |
| ----------------------------- | -------------------------------- | ----------------------------- |
| CPH:DOX Award                 | The Look of Silence              | Joshua Oppenheimer            |
| CPH:DOX Award Special Mention | Democrats                        | Camilla Nilsson               |
| New Vision Award              | The Dent                         | Basim Magdy                   |
| Nordic Dox Award              | Olmo & the Seagull               | Lea Glob & Petra Costa        |
| F:ACT Award                   | E-Team                           | Katy Chevigny & Ross Kauffman |
| Politiken Audience Award      | Just Eat It - A Food Waste Story | Grant Baldwin                 |